# 897 (numero)
Ottocentonovantasette (897) è il numero naturale dopo l'896 e prima dell'898.

## Proprietà matematiche
- È un numero dispari.
- È un numero composto, da 8 divisori: 1, 3, 13, 23, 39, 69, 299, 897. Poiché la somma dei suoi divisori (escluso il numero stesso) è 447 < 897, è un numero difettivo.
- È un numero sfenico.
- È un numero nontotiente, in quanto dispari e diverso da 1.
- È un numero malvagio.
- È un numero di Proth.
- È un numero fortunato.
- È un numero intero privo di quadrati.
- È un numero palindromo e un numero ondulante nel sistema di numerazione posizionale a base 28 (141).
- È un numero di Cullen.
- È parte delle terne pitagoriche (345, 828, 897), (496, 897, 1025), (540, 897, 1047), (897, 1196, 1495), (897, 1840, 2047), (897, 2296, 2465), (897, 3380, 3497), (897, 5796, 5865), (897, 10296, 10335), (897, 17480, 17503), (897, 30940, 30953), (897, 44696, 44705), (897, 134100, 134103), (897, 402304, 402305).

## Astronomia
- 897 Lysistrata è un asteroide della fascia principale del sistema solare.
- NGC 897 è una galassia spirale della costellazione della Fornace.
- IC 897 è una galassia nella costellazione della Chioma di Berenice.

## Astronautica
- Cosmos 897 (vettore Sojuz-U) è un satellite artificiale russo.

## Altri ambiti
- 897 FS erano locotender a vapore, acquisite dalle Ferrovie dello Stato italiano.
- Pennsylvania Route 897 è una autostrada in Pennsylvania, Stati Uniti d'America.
- Alberta Highway 897 è una strada in Canada.
- PR-897 è una autostrada nello stato del Paraná, Brasile.